# Catrinel Menghia
Catrinel Menghia, nota anche con lo pseudonimo di Catrinel Marlon (Iași, 1º ottobre 1985), è un'attrice, regista ed ex modella rumena.

## Biografia
Nata a Iași, ha una sorella, Lorena, atleta di salto in alto negli Stati Uniti.
Il suo fisico inizialmente sembra portarla verso una carriera da atleta olimpica, seguendo le orme del padre, campione rumeno dei 400 metri ostacoli. Catrinel diventa presto campionessa giovanile nella stessa disciplina, ma all'età di sedici anni viene scoperta da un agente locale durante una gita scolastica a Bucarest. Sei mesi più tardi, i suoi genitori le permettono di trasferirsi nella capitale rumena per iniziare la carriera di modella.
Da allora vive tra la Romania, l'Italia (parte della sua famiglia abita ad Asti) e New York, e parla quattro lingue: rumeno, italiano, inglese e francese. Ha inoltre l'hobby della fotografia e della pittura.

### Carriera
Nel novembre 2001 partecipa al concorso Ford Supermodel of the World Contest, dove si classifica al secondo posto. Questo risultato le dà immediatamente popolarità nel mondo della moda.
È protagonista di campagne per le principali case di moda, e diventa il volto nel mondo di Giorgio Armani. Dal 2005 è inoltre testimonial della casa di intimo francese Lise Charmel. È stata uno dei nuovi volti, nel 2006, dell'edizione sudafricana di Sports Illustrated Swimsuit Issue, ed è apparsa su Cosmopolitan, FHM, Maxim, Elle e nel calendario Peroni.
Dopo aver seguito dei corsi di recitazione, nel 2011 inizia la carriera di attrice con il cortometraggio La promessa e il lungometraggio Tutti i rumori del mare, entrambi di Federico Brugia (l'ultimo premiato all'Annecy cinéma italien). È inoltre la protagonista femminile del primo film da regista di Luigi Lo Cascio, La città ideale.
Nel 2012 è nel cast del Chiambretti Sunday Show, programma televisivo di Italia 1. A partire dallo stesso anno, negli Stati Uniti diventa testimonial FIAT, interpretando gli spot televisivi della casa automobilistica italiana in occasione del Super Bowl XLVI e XLVII.
Nel 2013 viene premiata con l'Explosive Talent Award al Giffoni Film Festival. Nel 2015 viene diretta da Brando De Sica nel cortometraggio L'errore, che la vede protagonista; presentato a Cannes, l'opera si aggiudica il Nastro d'argento e il Best Advertising al festival tematico ASVOFF7. L'anno seguente riceve il premio Kineo a Venezia come giovane rivelazione del cinema italiano.
Nel 2017 prende parte alla sesta stagione della serie L'ispettore Coliandro, e partecipa al videoclip Duri da battere di Max Pezzali, Nek e Francesco Renga. Nello stesso anno diventa ambassador worldwide per Chopard e ambassador per la Andrea Bocelli Foundation.
Nel 2023 è stata madrina del 41º Torino Film Festival, nel quale ha anche presentato Girasoli, il suo primo lungometraggio da regista.

## Vita privata
È stata sposata per sei anni con Massimo Brambati, ex calciatore e procuratore sportivo, da cui si è separata nel 2011. Dal 2012 è legata al produttore cinematografico Massimiliano Di Lodovico; la coppia ha una figlia, nata nel febbraio 2019.

## Filmografia

### Attrice

#### Cinema
- La promessa, regia di Federico Brugia – cortometraggio (2011)
- Tutti i rumori del mare, regia di Federico Brugia (2012)
- La città ideale, regia di Luigi Lo Cascio (2012)
- Un passo dal cielo – serie TV, episodio 2x01 (2012)
- Tre tocchi, regia di Marco Risi (2014)
- Leone nel basilico, regia di Leone Pompucci (2014)
- Il racconto dei racconti - Tale of Tales, regia di Matteo Garrone (2015)
- L'errore, regia di Brando De Sica – cortometraggio (2015)
- Loro chi?, regia di Francesco Miccichè e Fabio Bonifacci (2015)
- La macchinazione, regia di David Grieco (2016)
- La Gomera - L'isola dei fischi (La Gomera), regia di Corneliu Porumboiu (2019)
- Tutti per 1 - 1 per tutti, regia di Giovanni Veronesi (2020)

#### Televisione
- Un passo dal cielo – serie TV, episodi 2x01-2x08 (2012)
- CSI - Scena del crimine (CSI: Crime Scene Investigation) – serie TV, episodi 13x12-13x20-14x04 (2013-2014)
- Donne – serie TV, episodio 1x09 (2016)
- L'ispettore Coliandro – serie TV, episodio 6x02 (2017)
- La porta rossa – serie TV, 12 episodi (2017)

### Regista

#### Cinema
- Bulgari Save the Children – cortometraggio (2021)
- Ossa, regia di Catrinel Marlon e Daniele Testi – cortometraggio (2022)
- Girasoli, regia di Catrinel Marlon (2023)

## Riconoscimenti
- Nastro d'argento
  - 2024 - Premio Fondazione Claudio Nobis per Girasoli
  - 2024 - Premio Wella per l'immagine